# C91-es busz (Nagykanizsa)
A nagykanizsai 26-os jelzésű autóbusz a Napraforgó tér és a Városkapu körút között közlekedik. A viszonylatot a Volánbusz üzemelteti.

## Útvonala
| Városkapu körút felé | Napraforgó tér felé |
| --- | --- |
| Napraforgó tér – Napraforgó tér – Űrhajós utca – Kinizsi utca – Dózsa György utca – Petőfi Sándor utca – Balatoni utca – Hevesi Sándor utca – Rózsa utca – Kazanlak körút – Zemplén Győző utca – Városkapu körút | Városkapu körút – Zemplén Győző utca – Kazanlak körút – Rózsa utca – Hevesi Sándor utca – Balatoni utca – Petőfi Sándor utca – Dózsa György utca – Kinizsi utca – Űrhajós utca – Napraforgó tér – Napraforgó tér |

## Megállóhelyei
| 0  | Napraforgó tér              | 12 | 8, 8Y, 20, 20Y, 21, 21E, 21Y, C5, C7, C9 | General Electric Hungary Zrt.                |
| 2  | Kenyérgyár                  | 10 | 8, 8Y, 20, 20Y, 21, 21E, 21Y             |                                              |
| 3  | Kanizsatex                  | 9  | 20, 20Y, 21, 21E, 21Y                    |                                              |
| 4  | Petőfi utca, víztorony      | 8  | 20, 20Y, 21, 21E, 21Y                    | Víztorony, Volán-Dózsa sporttelep            |
| 6  | Petőfi - Honvéd utcai sarok | 6  | 20Y, 21Y                                 | Péterfy Sándor Általános Iskola              |
| 7  | Balatoni utca               | 5  | 6C, 20Y, 21Y, C3                         |                                              |
| 9  | Szolgáltatóház              | ∫  | 4, 6A, 6C, 14, 14C, 14Y, C9              | Hevesi Óvoda, Hevesi Sándor Általános Iskola |
| 10 | Rózsa utca                  | 2  | 4, 6, 6A, 6C, 14, 14C, 14Y, C33, C9      | Hevesi Óvoda                                 |
| 12 | Városkapu körút             | 0  | 4, 6, 6A, 6C, 14, 14C, 14Y, C3, C33, C9  |                                              |